# Baciami (Briga)
Baciami è un singolo del cantautore italiano Briga, pubblicato il 27 maggio 2016 come primo estratto dal quarto album in studio Talento.

## Descrizione
Scritto e prodotto dallo stesso Briga, con Mario Romano, Matteo Costanzo e il duo Takagi & Ketra, Baciami è un brano che si discosta dalle precedenti produzioni dell'artista e presenta sonorità più «fresche e caraibiche». In merito al brano il cantautore dichiara:

## Promozione
Il 6 giugno 2016 Briga ha presentato il brano durante i Wind Music Awards ricevendo una particolare attenzione sulla rete sociale in quanto durante l'esibizione, il cantante, sale sul palco insieme ad un ragazzo che ha indossato una maschera con il volto della cantante italiana Loredana Bertè, con cui ha avuto dei dissapori durante la sua partecipazione al talent show Amici di Maria De Filippi lanciandole inoltre, attraverso alcune frasi del brano, delle frecciatine ironiche.
Il 25 giugno 2016 il cantante partecipa alla terza puntata del Summer Festival 2016 in cui presenta il singolo; la puntata in questione è stata successivamente trasmessa il 18 luglio dello stesso anno.

## Video musicale
Il videoclip, girato tra Formentera e Ibiza sotto la regia di Emanuele Pisano, è stato pubblicato il 3 giugno 2016 attraverso il canale Vevo della Honiro Label.
Il video è sponsorizzato dalla Perfetti Van Melle attraverso le chewing gum Air Action Vigorsol.

## Tracce
1. Baciami – 3:27

## Classifiche
| Classifica (2016) | Posizione massima |
| ----------------- | ----------------- |
| Italia            | 24                |